# Litsea luzonica
Litsea luzonica är en lagerväxtart som först beskrevs av Carl Ludwig von Blume, och fick sitt nu gällande namn av Emilio Huguet del Villar y Serrataco. Litsea luzonica ingår i släktet Litsea och familjen lagerväxter. Inga underarter finns listade i Catalogue of Life.